# Lethenteron
Lethenteron — рід водних тварин ряду міногоподібних (Petromyzontiformes) класу круглоротих (Hyperoartia).

## Види
Складається з 7 видів:
- Lethenteron alaskense Vladykov & Kott, 1978
- Lethenteron appendix (DeKay, 1842)
- Lethenteron camtschaticum (Tilesius, 1811)[1]
- Lethenteron kessleri (Anikin, 1905)
- Lethenteron ninae Naseka, Tuniyev & Renaud, 2009
- Lethenteron reissneri (Dybowski, 1869)[1]
- Lethenteron zanandreai (Vladykov, 1955)